# Gerardo Moscoso
Gerardo Moscoso y Caamaño, nació el 24 de febrero de 1945 en Ciudad de México y fallecido en Torreón, Coahuila el 23 de mayo de 2021, fue un cantautor gallego, vinculado en sus inicios al grupo Voces Ceibes,  médico de profesión, que además ejercería diversos oficios ligados a la interpretación dramática, tanto en el cine como en el teatro.

## Trayectoria
Hijo de gallegos emigrados, estudió Medicina en la Universidad de Santiago de Compostela, donde participó en las movilizaciones estudiantiles de 1968 . En esa misma época entabló relación con varios integrantes de la canción, participando en el recital del 26 de abril de 1968, en la Facultad de Medicina, junto a Benedicto, Xavier del Valle, Guillermo Rojo y Vicente Araguas . En esa ocasión cantó los temas Deuda comprida y Réquiem Nº II . Ese recital fue uno de los antecedentes de la fundación del colectivo Voces Ceibes, ese mismo año.

### Voces Ceibes
Dentro de las actividades del colectivo Voces Ceibes, Gerardo Moscoso viajó a Barcelona, donde grabó dos EP de cuatro temas titulados con su nombre. También participó en el recital ofrecido el 1 de diciembre de 1968, en el cine Capitol de Compostela, y también en las primeras giras fuera de Galicia, visitando Oviedo y Gijón en enero de 1969 . También estuvo presente, junto a Benedicto y Bibiano, representando a Galicia en la Exposición de Arte Contemporáneo de Milán . El acto, organizado por la resistencia antifranquista en el exilio, combinó la poesía y el canto con las artes plásticas, verdaderos protagonistas. La exposición comenzó el 10 de marzo de 1972, por lo que coincidió con el asesinato en Ferrol de Daniel Niebla y Amador Rey, del que tuvieron conocimiento una vez allí.
En 1973, mientras paseaba por Pontevedra, el cantautor fue amenazado de muerte por un falangista que le apuntó con una pistola y tuvo que ser apartado por un grupo de testigos. Cuando fue a denunciar el hecho, fue intimidado por la policía por su militancia política, y decidió, junto con un colega, partir hacia Suiza esa misma noche. Pasó los años siguientes entre ese país y Francia, mientras que en 1974 Voces Ceibes desapareció como proyecto colectivo.
Gerardo Moscoso regresó del exilio en 1976 encontrándose, a pesar de la caída del régimen, en una situación problemática. Por un lado, le seguían prohibiendo actuar y empezó a tener problemas burocráticos, no le reconocían su doble nacionalidad y por eso tampoco la convalidación de su título universitario. Diversas presiones también le impidieron encontrar trabajo. Tras un concierto con Paco Ibáñez en Vigo, las autoridades le dieron treinta días para salir del país. Ese año decidió regresar a México . En 1977 se edita su primer y último LP Acción Galega, parte del mismo grabado durante su estancia en Suiza, casi sin medios ni asistencia profesional.

### Relación con el cine
En México empezó a trabajar como extra cinematográfico, participando en varias películas. Quiso la suerte que en una ocasión se ofreció a atender como médico a Cantinflas durante un rodaje, quien le abrió las puertas para trabajar como médico de rodaje, labor que desempeñó en más de 100 películas.

### Teatro
Tras una larga carrera como médico, decidió incursionar en el mundo del teatro, primero en la interpretación y años más tarde en la dirección.
Durante 2002 se desempeñó como docente de teatro en el Instituto Coahuilense de Cultura, e impulsó la creación de La Compañía Coahuilense de Teatro "La Gaviota", nombre inspirado en la obra homónima de Chejov. El grupo se formó con estudiantes y trabajadores de los municipios de San Pedro de las Colonias, Fco. I. Madero y Torreón Coahuila, en una de las zonas más deprimidas y con mayores problemas sociales de México . Como director de La Gaviota, regresó a Galicia en 2007, en una gira por varios pueblos y ciudades, interpretando la obra Antología rota, basada en textos del poeta León Felipe.

## Discografía
- Disco E.P. Xerardo Moscoso, Edigsa “Xistral”, Barcelona, España 1968
- Disco E.P. Xerardo Moscoso, Edigsa “Xistral”, Barcelona, España, 1969
- Disco LP, “Cerca de Mañana” Casa dil Sole, Milán, Italia 1970
- Disco LP. “Galicia canta”, Caracas, Venezuela 1971
- Disco LP. Xerado Moscoso “Unha Voz Ceibe” Paris, Francia. 1973
- Disco LP. “Acción Gallega” EMI-CAPITOL, Madrid, España. 1977
- Disco LP. “7 Anos de Canción Gallega”, La Coruña, España 1977

## Filmografía
| Año  | Título                         | Papel                 | Notas               |
| ---- | ------------------------------ | --------------------- | ------------------- |
| 1982 | Antonieta                      | Cura                  |                     |
| 1987 | El diablo, el santo y el tonto |                       |                     |
| 1991 | El patrullero                  | Gobernador            |                     |
| 1992 | Playa azul                     | Jefe policía judicial | Productor Ejecutivo |
| 1993 | Cronos                         | Borracho              |                     |
| 1995 | Desperado                      | Priest                |                     |
| 2002 | El crimen del Padre Amaro      | Doc                   |                     |
| 2010 | Depositarios                   | Javier                |                     |
| 2010 | Marcelino, pan y vino          | Fray Puerta           |                     |

## Actor en teatro
- "Las adoraciones" de Juan Tovar, Dirección Ludwik Margules
- "Tiempo de Fiesta" de Harold Pinter, Dirección Ludwik Margules
- "Luz de luna" de Harold Pinter, Dirección Ludwik Margules
- "Don Juan" de Molière, Dirección Ludwik Margules
- "Antígona en Nueva York" de Januz Glowazki, Dirección de Ludwik Margules
- "Perder la cabeza" de Jaime Chabaud, Dirección Philippe Amand
- "Rancho Hollywood" de Carlos Morton, Dirección Iona Weisberg
- "La ópera de los tres centavos"de Bertolt Brecht.- Dirección Martha Luna
- "José el soñador" de Tim Rice-Lloyd Weber, Dirección Julissa
- "Loot" de Joe Orton.- Dirección de Mario Espinosa
- "Seis maneras románticas de morir" de Silvia Peláez, Dirección Sandra Félix
- "La fiera del Ajusco" de Víctor Hugo Rascón Banda, Dirección Marta Luna
- "La tiendita de los horrores" de Alan Menken, Dirección Manolo Fábregas

## Premios
| Año  | Premiación                                     | Categoría                     | Nominado por                                                                                               |
| ---- | ---------------------------------------------- | ----------------------------- | --- |
| 1996 | Asociación de Periodistas de Teatro            | Mejor actuación masculina     | “Perder la Cabeza”                                                                                         |
| 2006 | Fondo Estatal para la Cultura y las Artes-INBA | Creador Emérito de Coahuila   | |
| 2013 | Muestra Nacional de Teatro                     | Medalla "Xavier Villaurrutia" | Por su destacada labor, trayectoria y contribución al crecimiento del teatro en los estados                |
| 2015 |                                                | Medalla "Magdalena Mondragón" | Ciudadano distinguido por su trascendente labor en el ámbito artístico y cultural del Municipio de Torreón |

## Homenajes
- Se desveló una placa y se plantaron dos árboles en el Parque da Memoria da Seca en Poyo.[4][5]
- Se publicó el libro "Lonxe da Terra: Gerardo Moscoso y Caamaño".[6]
- Miguel Mora escribió la novela "Cenizas y Representaciones" que encierra una biografía de Gerardo Moscoso.[7]